# Francisco Barcia
Francisco Barcia Rodríguez (ur. 22 lutego 1966 w Heusden)) – hiszpański zapaśnik walczący w obu stylach. Dwukrotny olimpijczyk. Zajął dwudzieste miejsce w Seulu 1988 i piętnaste w Barcelonie 1992. Walczył w wadze lekkiej. 
Zajął szesnaste miejsce na mistrzostwach Europy w 1992. Szósty na igrzyskach śródziemnomorskich w 1991 roku.

## Letnie Igrzyska Olimpijskie 1988
| Konkurencja          | Rundy eliminacyjne       | Rundy eliminacyjne   | Rundy eliminacyjne       | Klas. końcowa |
| Konkurencja          | Przeciwnik I             | Przeciwnik II        | Przeciwnik III           | Miejsce       |
| -------------------- | ------------------------ | -------------------- | ------------------------ | ------------- |
| 68 kg styl klasyczny | Daniel Navarrete (ARG) Z | Zouheir Hory (SYR) P | Herminio Hidalgo (DOM) P | 20.           |

## Letnie Igrzyska Olimpijskie 1992
| Konkurencja      | Rundy eliminacyjne | Rundy eliminacyjne   | Rundy eliminacyjne    | Klas. końcowa |
| Konkurencja      | Przeciwnik I       | Przeciwnik II        | Przeciwnik III        | Miejsce       |
| ---------------- | ------------------ | -------------------- | --------------------- | ------------- |
| 68 kg styl wolny | wolny los Z        | Endre Elekes (HUN) P | Kōsei Akaishi (JPN) P | 15.           |